# 王吉 (1972年)
王吉（1972年2月—），中国共产党党员，在职研究生学历，经济学硕士。

## 生平
王吉曾取得吉林大学世界经济专业硕士学位，曾担任长春市副市长、吉林省统计局局长等职，在2022年3月吉林省2019冠状病毒病聚集性疫情期间被任命为吉林市市长。